# Jerzy Rozpędowski
Jerzy Rozpędowski (ur. 24 kwietnia 1929 w Czernawczycach, zm. 21 września 2012) – polski architekt. Absolwent z 1956 Wydziału Architektury Politechniki Wrocławskiej. Doktor nauk technicznych od 1962, habilitację uzyskał w 1966.  profesor zwyczajny. Od 1974 profesor na Wydziale Architektury Politechniki Wrocławskiej. 
Został odznaczony Krzyżem Kawalerskim Orderu Odrodzenia Polski, Złotym Krzyżem Zasługi (1972), Medalem Komisji Edukacji Narodowej, Złotą Odznaką Politechniki Wrocławskiej z Brylantem i Brązową Odznaką SARP (1958).
Pochowany na cmentarzu św. Wawrzyńca we Wrocławiu.

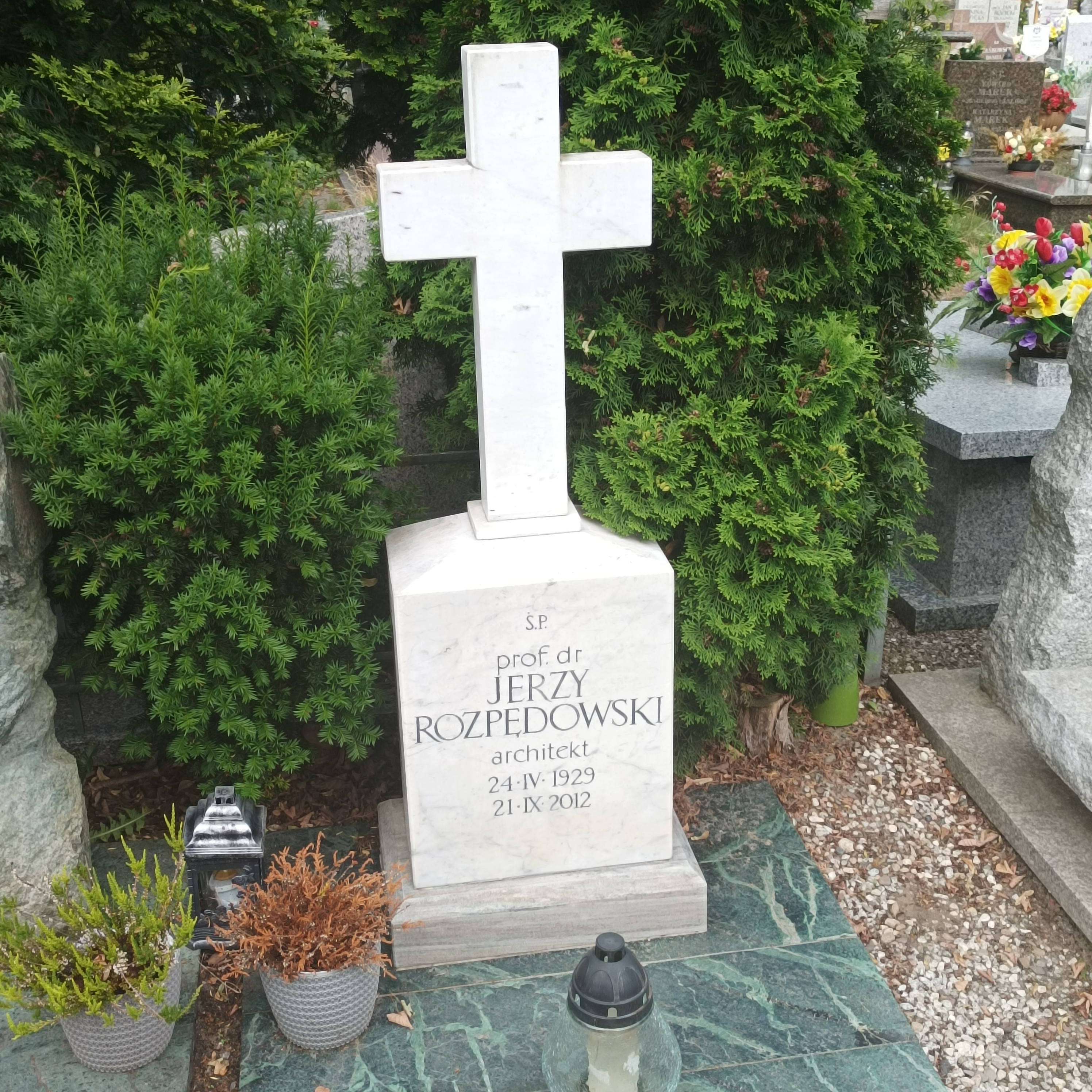
Grób prof. Jerzego Rozpędowskiego na cmentarzu św. Wawrzyńca we Wrocławiu